# Port lotniczy Chorramabad
Port lotniczy Chorramabad (IATA: KHD, ICAO: OICK) – port lotniczy położony w Chorramabad, w ostanie Lorestan, w Iranie.